# Caribou (musicista)
Caribou, pseudonimo di Daniel Victor Snaith (Hamilton, 29 marzo 1978), è un musicista canadese di musica elettronica.

## Biografia
Inizialmente si fa conoscere con lo pseudonimo Manitoba. Con questo stage name pubblica due album, Start Breaking My Heart (2001) e Up in Flames (2003). Successivamente, in seguito a una minaccia di causa legale da parte di Richard Manitoba, cambia nome in Caribou. Nel 2005 ha pubblicato The Milk of Human Kindness (Domino Records). Inizia ad esibirsi dal vivo accompagnato dal batterista Peter Mitton e dai bassisti Andy Lloyd e Born Ruffians. Col tempo però la band live sarà mutata nella formazione e composta, oltre che da Snaith, da Ryan Smith, Brad Weber e John Schmersal.
Nel 2007 ha pubblicato l'album Andorra, con cui vince l'anno seguente un Polaris Music Prize. Nel 2010 è la volta di Swim. Nel 2013 pubblica l'album Jiaolong con il soprannome Daphni.
Il 3 giugno 2014 vengono annunciati titolo e dettagli del nuovo album del musicista. Our love esce il 6 ottobre 2014 su City Slang e riceve il premio IMPALA come album dell'anno. Il disco è anticipato dal brano Can't Do Without You e per promuoverlo Dan Snaith intraprende un tour che tocca anche l'Italia per tre date tra Foligno (Dancity), Bologna (Estragon) e Torino (Club To Club)
Nel 2021 riceve il Libera Awards come miglior disco Dance/Electric del 2021 per l'album Suddenly (Merge Records) dalla  American Association of Independent Music (A2IM).

## Curiosità
Nel 2005 ha ricevuto un dottorato in matematica presso l'Imperial College di Londra.

## Discografia

### Album in studio
Come Manitoba
- 2001 - Start Breaking My Heart
- 2003 - Up in Flames

Come Caribou
- 2005 - The Milk of Human Kindness
- 2007 - Andorra
- 2010 - Swim
- 2014 - Our Love
- 2020 - Suddenly
- 2024 - Honey

Come Daphni
- 2013 - Jiaolong
- 2017 - FabricLive.93
- 2017 - Joli Mai
- 2022 - Cherry

### EP
Come Manitoba
- 2000 - People Eating Fruit EP
- 2001 - give'r EP
- 2003 - If Assholes Could Fly This Place Would Be an Airport 12"

Come Caribou
- 2005 - Tour CD 2005 Super Furry Animals Tour
- 2005 - Marino EP
- 2007 - Tour CD 2007
- 2010 - Tour CD 2010
- 2010 - Caribou Vibration Ensemble
- 2014 - CVE Live 2011 EP

Come Daphni
- 2011 - Resident Advisor
- 2011 - Daphni Edits Vol. 1, 12"
- 2011 - Pinnacles / Ye Ye, 12"
- 2011 - Daphni Edits Vol. 2, 12"
- 2011 - JIAOLONG001, 12"
- 2011 - Ahora, 12"
- 2014 - Julia / Tiberius, 12"
- 2019 - Sizzling EP, June, 2019

### Singoli
Come Manitoba
- 2001 - Paul's Birthday CDS
- 2003 - Jacknuggeted CDS
- 2003 - Hendrix with Ko CDS

Come Caribou
- 2005 - Yeti CDS/12
- 2005 - Barnowl
- 2007 - Melody Day CDS
- 2008 - She's the One
- 2008 - Eli
- 2010 - Odessa
- 2010 - Leave House
- 2010 - Bowls
- 2014 - Can't Do Without You
- 2014 - Our Love
- 2014 - Your Love Will Set You Free
- 2014 - All I Ever Need
- 2015 - Mars
- 2019 - Home (2019)
- 2020 - You and I
- 2020 - Never Come Back
- 2021 - “You Can Do It”

Come Daphni
- 2019 - Sizzling